# Anna Heinel
Anna Friedrike Heinel (Bayreuth, 4 d'octubre de 1753 – París, 17 de març de 1808) va ser una ballarina alemanya que es va formar a Stuttgart. Va gaudir d'una carrera brillant tant a París com a Londres.

## Biografia
Nascuda a Bayreuth, Heinel va estudiar amb Jean-Georges Noverre a Stuttgart, on va debutar el 1767. L'any següent va interpretar el ballet La Vénitienne a l'Opéra de París, on era coneguda com «la Reina de la dansa». Va crear papers a Omphale (1769), Hippomène et Atalante (1769), Le Prix de la Valeur (1771) i La Cinquantaine (1771), i meresqué el reconeixement de la crítica. Com a resultat de la seva habilitat excepcional (es considera que va inventar la «pirueta a la segona»), es va convertir en una amenaça per a Gaétan Vestris, amb el resultat que va quedar relegada a papers secundaris. Per tant, va marxar de París cap a Londres, on va ballar durant un temps al King's Theatre amb Jean-Georges Noverre.

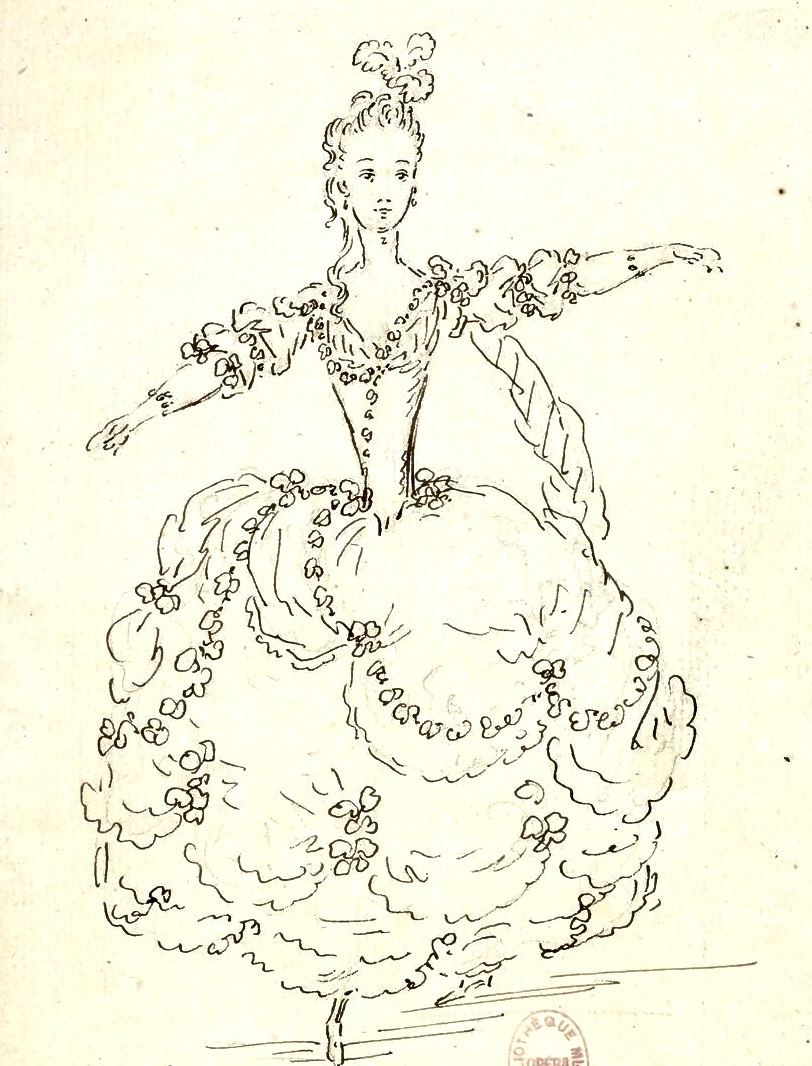
Disseny de vestuari de Louis-René Boquet per a la bailarina Anna Heinel

El 1773 va tornar a París, on va ser ben rebuda i es reconcilià amb Vestris. Allà va ballar a Orphée et Euridice (1774), Appelle et Campagne (1776), Alceste (1776), Armide (1777), Les Horaces (1777), La Fête de Village (1778), Iphigénie en Tauride (1779), Echo et Narcisse (1779), Atys (1780) i La Fête de Mirza (1781). Es va retirar dels escenaris el 1782.
A París va establir una relació amb Gaetan Vestris, amb qui va tenir un fill, Adolphe, el 1791; s'hi va casar el 1792. Moria a París el 17 de març de 1808.